# Моріц Клінгспор
Граф Вільгельм Моріц Клінгспор (швед. Wilhelm Mauritz Klingspor; 7 грудня 1744 — 15 травня 1814) — шведський воєначальник, фельдмаршал (1808).

## Життєпис
1808 року, командуючи шведськими військами, що діяли проти Росії у Фінляндії, мав певні успіхи, за що отримав звання фельдмаршала. Однак потім, коли росіяни витіснили його з Фінляндії він передав командування генералу Клеркеру та, прибувши до Стокгольма, долучився до партії невдоволених. Брав участь в усуненні від влади короля Густава IV (1809).